# Harpacticidae
Harpacticidae é uma família de crustáceos da ordem Harpacticoida.